# Fantasia (programma televisivo 2008)
Fantasia è stato un programma televisivo di Canale 5 condotto da Barbara D'Urso, con la partecipazione di Luca Laurenti e ispirato ad un format giapponese, già ripreso in Francia con il titolo Masquerade. Il programma è andato in onda il venerdì in prima serata dal 19 settembre al 3 ottobre 2008. Inizialmente erano previste quattro puntate, poi ridotte a tre per i bassi ascolti ricevuti..
La trasmissione consiste nel far gareggiare venti squadre provenienti dalle venti regioni d'Italia esibendosi in fantasiose prove. Nella puntata finale di Fantasia ogni squadra delle venti regioni ha riproposto la prova che ha ottenuto il miglior punteggio. Il programma è stato vinto dalla Lombardia, che si è aggiudicata il premio di 40.000 euro devoluto ad una Onlus della propria regione. La giuria è formata dal trasformista e regista Arturo Brachetti, il conduttore Paolo Bonolis, le attrici Barbara De Rossi e Anna Longhi e l'attore Fabio Fulco.

## I paesi che rappresentano le 20 regioni
- Silvi Marina (Abruzzo)
- Montescaglioso (Basilicata)
- Isola di Capo Rizzuto (Calabria)
- Grumo Nevano (Campania)
- Brisighella (Emilia-Romagna)
- Ronchi dei Legionari (Friuli-Venezia Giulia)
- Alatri (Lazio)
- Arma di Taggia (Liguria)
- Moglia (Lombardia)
- Porto San Giorgio (Marche)
- Ripalimosani (Molise)
- Acqui Terme (Piemonte)
- Crispiano (Puglia)
- Arzachena (Sardegna)
- Roccalumera (Sicilia)
- Orbetello (Toscana)
- Bressanone (Trentino-Alto Adige)
- Amelia (Umbria)
- Saint Vincent (Valle d'Aosta)
- Bussolengo (Veneto)

## Ascolti
| n° | Prima TV Italia   | Telespettatori | Share  |
| -- | ----------------- | -------------- | ------ |
| 1  | 19 settembre 2008 | 3.691.000      | 17,40% |
| 2  | 26 settembre 2008 | 3.683.000      | 17,29% |
| 3  | 3 ottobre 2008    | 3.479.000      | 15,95% |